# Мозголомы: насилие над наукой
«Мозголомы: насилие над наукой» (англ. Brainiac: Science Abuse) — юмористическая научно-популярная информационно-развлекательная британская телепрограмма, выходящая на канале Discovery Channel, в которой проводятся эксперименты и даются ответы на простые, но интересные вопросы.
Особенность программы — большое количество взрывов.
Первоначальными ведущими были Ричард Хаммонд и Джон Тикл, к которым во второй серии присоединилась Шарлотта Хадсон. Хаммонд и первоначальная продюсерская группа ушли после четвёртого сезона, и их заменил Вик Ривз, а Хадсон ушёл после пятого, и его заменила Тайла Зукки. 28 июля 2008 года Sky отменила шоу, заявив, что оно зашло настолько далеко, насколько это было возможно.

## В России
Русская версия телепрограммы — «Мозголомы: насилие над наукой» и «Большие мозголомы» с Василием Стрельниковым и Ингой Ильм (была соведущей передачи «Большие мозголомы») выходили на канале РЕН ТВ и Discovery. «Мозголомы: насилие над наукой» была исключительно научной телепередачей, а передача «Большие мозголомы» выходила в жанре телеигры.

## Поддельные результаты
Обнаружился по крайней мере один фальшивый результат связанный с экспериментами со щёлочными металлами. Целью эксперимента было проиллюстрировать периодический закон в ряду щёлочных металлов. Он показал бурные реакции металлических натрия и калия с водой, в которых водород вызывал последующие взрывы, и намеревался продемонстрировать ещё большую реакционную способность рубидия и цезия, которые бросили в наполненную водой ванну. Реакция не была особенно впечатляющей, и съёмочная группа заменила щёлочные металлы взрывчаткой. Во время цезиевого эксперимента на стенке ванны, наполненной водой, на короткое время можно наблюдать провод, подключенный к заэкранному детонатору.
Сотрудники Brainiac признали, что взрывы были инсценированы. По словам Тома Прингла, «доктора Банхеда» Брейниака, в реальности реакция цезия и воды произошла очень слабо, поскольку большой объём воды над ней заглушал тепловую ударную волну, которая должна была разрушить ванну. Съёмочная группа решила установить бомбу в ванне и использовал кадры этого взрыва в передаче.
Подобные эксперименты с цезием и рубидием повторялись; к ним относятся эксперименты обозревателя Popular Science Теодора Грея, эпизод «Специального триквела для зрителей» сериала «Разрушители легенд» и попытка, предпринятая в рамках серии «Периодическая таблица видео», созданной Брейди Хараном и сотрудниками Ноттингемскимского университета. Ни в одном случае реакции рубидия и цезия не были такими бурными и взрывными, как это было показано на Брэйниаке.
Более ранняя и более успешная попытка была показана по британскому телевидению в 1970-х годах в рамках программ Открытого университета. В этом случае рубидий разбрызгивался, как только он достигал поверхности воды (некоторые части погружаются в воду и создают более сильные удары). С другой стороны, цезий вызывает взрыв и разрушает аппарат, разбивая стекло и проделывая дыру в боковой части контейнера. Это видео доступно онлайн на сайте Открытого университета.

## Музыка
Мозголомы: насилие над наукой в каждом эпизоде использует музыку, включая хиты Бритни Спирс, C&C Music Factory и Элтона Джона. Некоторые из них представляют собой темы различных повторяющихся фрагментов, таких как «There’s No One Quite Like Grandma» в исполнении школьного хора Святой Уинифред для фрагментов Бабушки Брэйниак в Серии 3. В сегменте «I Like Hard Things» обычно звучит рок-музыка, такая как Linkin Park или Limp Bizkit. В сегменте «I Can Do Science, Me» используется трек «Scientist» группы The Dandy Warhols. В различных отрывках шоу звучала музыка Эндрю В. К..
В одной из повторяющихся сценок шоу была показана песня хэви-метал группы Twisted Sister «You Can’t Stop Rock 'n' Roll», в которой стереосистема, воспроизводящая эту песню, разрушается различными способами, чтобы с юмором продемонстрировать, что на самом деле вы можете «остановить рок-н-ролл» показанными методами.
Заглавная музыка и многие второстепенные треки, использованные в шоу, были написаны Грантом Бакерфилдом. Большая часть музыки была заменена на стандартную продакшн-музыку для выпуска на DVD.

## Показы

### Список эпизодов
| Ряд | Дата начала        | Дата окончания      | Эпизоды |
| --- | ------------------ | ------------------- | ------- |
| 1   | 13 ноября 2003 г.  | 18 декабря 2003 г.  | 6       |
| 2   | 2 сентября 2004 г. | 25 ноября 2004 г.   | 13      |
| 3   | 25 августа 2005 г. | 13 октября 2005 г.  | 8       |
| 4   | 16 июля 2006 г.    | 10 сентября 2006 г. | 9       |
| 5   | 8 мая 2007 г.      | 24 июля 2007 г.     | 12      |
| 6   | 13 января 2008 г.  | 22 марта 2008 г.    | 10      |

### Специальные выпуски
| Дата                | Название                       |
| ------------------- | ------------------------------ |
| 24 декабря 2003 г.  | Лучшее из серии 1              |
| 21 декабря 2004 г.  | Лучшее из серии 2              |
| 3 ноября 2005 г.    | Лучшее из серии 3              |
| 20 декабря 2005 г.  | Рождественский крекер Brainiac |
| 24 сентября 2006 г. | Лучшее из серии 4              |
| 1 января 2008 г.    | Лучшее из серии 5              |
| 30 марта 2008 г.    | Лучшее из серии 6              |